# Actual Fantasy
Actual Fantasy è il secondo album in studio del gruppo musicale olandese Ayreon, pubblicato nel 1996 dalla Transmission Records.

## Tracce
Testi e musiche di Arjen Anthony Lucassen.
1. Actual Fantasy – 1:35
2. Abbey of Synn – 9:34
3. The Stranger from Within – 7:36
4. Computer Eyes – 7:31
5. Beyond The Last Horizon – 7:34
6. Farside of the World – 6:21
7. Back on Planet Earth – 7:01
8. Forevermore – 6:10

Traccia bonus nella riedizione del 1998
1. The Dawn of Man – 7:30
2. The Stranger from Within (Single Version) – 3:40

DVD bonus nella riedizione del 2004
1. 5.1 Mix Actual Fantasy Revisited 2004
2. Actual Fantasy 1996 Version
3. Videoclip 'The Stranger from Within' in 5.1 and 2.0
4. Featurette: Recording Drums, Bass and Guitar 2004

## Formazione

### Edizione del 1996
Musicisti
- Arjen Anthony Lucassen – strumentazione
- Okkie Huysdens, Edward Reekers, Robert Soeterboek – voci
- Floortje Schilt – violino
- David Bauchwitz – voce di Little Boy (traccia 1)
- Cleem Determeyer – arrangiamento strumenti ad arco (tracce 1, 3, 7 e 8), assolo di sintetizzatore (tracce 3 e 4)
- Rene Merkelbach – organo Hammond e assolo di sintetizzatore (traccia 2)
- Kiki Holleman – voce di Baby (traccia 8)

Produzione
- Arjen Anthony Lucassen – produzione, missaggio
- Oscar Holleman – produzione, missaggio, ingegneria del suono
- Rene Merkelbach – assistenza tecnica
- Peter Brussee – mastering

### Riedizione del 2004
Musicisti
- Arjen Anthony Lucassen – chitarra, tastiera, rumorismo aggiuntivo
- Okkie Huysdens, Edward Reekers, Robert Soeterboek – voci
- Peter Vink – basso
- Ed Warby – batteria
- Floortje Schilt – violino
- Ewa Albering – flauto
- David Bauchwitz – voce di Little Boy (traccia 1)
- Cleem Determeyer – arrangiamento strumenti ad arco (tracce 1, 3, 7 e 8), assolo di sintetizzatore (tracce 3 e 4)
- Rene Merkelbach – organo Hammond e assolo di sintetizzatore (traccia 2)
- Kiki Holleman – voce di Baby (traccia 8)

Produzione
- Arjen Anthony Lucassen – produzione, registrazione, missaggio
- Oscar Holleman – ingegneria del suono
- Hans van Vondelen – registrazione batteria
- Peter Brussee – mastering